# Skała w Łopiankach

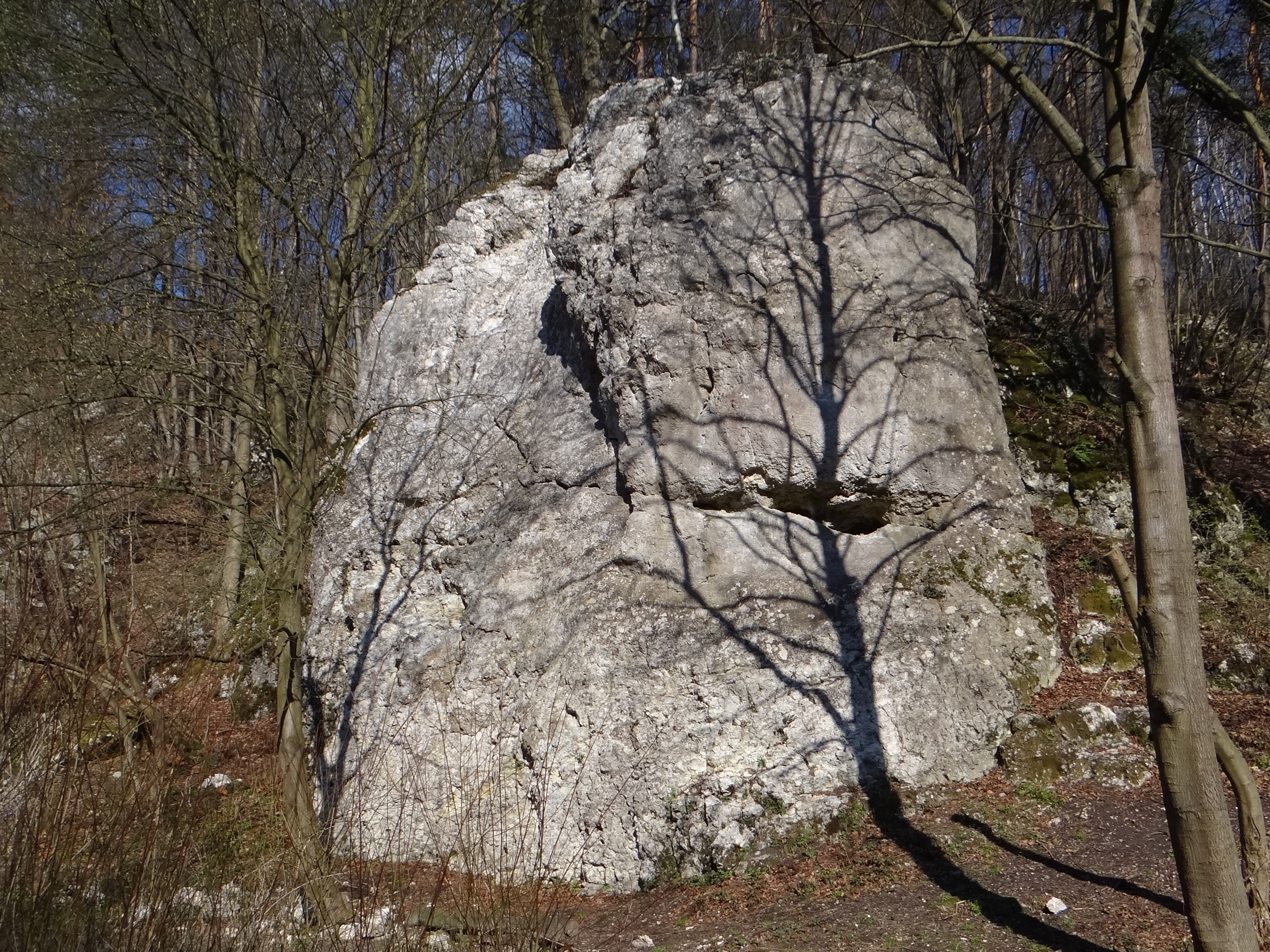

Skała w Łopiankach, Skałka na Łopiankach – skała w lewych zboczach wąwozu Półrzeczki w miejscowości Mników w województwie małopolskim, w powiecie krakowskim, w gminie Liszki. Pod względem geograficznym wąwóz znajduje się na Garbie Tenczyńskim (część Wyżyny Krakowsko-Częstochowskiej) i należy do Tenczyńskiego Parku Krajobrazowego.
Skała w Łopiankach znajduje się w lesie na dnie dolnej części wąwozu, tuż po północnej stronie Jaskini na Łopiankach. Jest to samotna, zbudowana z twardego wapienia skała o wysokości około 12 m. Na jej zachodniej, pionowej ścianie z filarem uprawiana jest  wspinaczka skalna. Jest na niej 5 dróg wspinaczkowych o trudności III –  VI.1+ w skali Kurtyki. Wszystkie posiadają asekurację: 3 ringi (r) i stanowiska zjazdowe (st). 

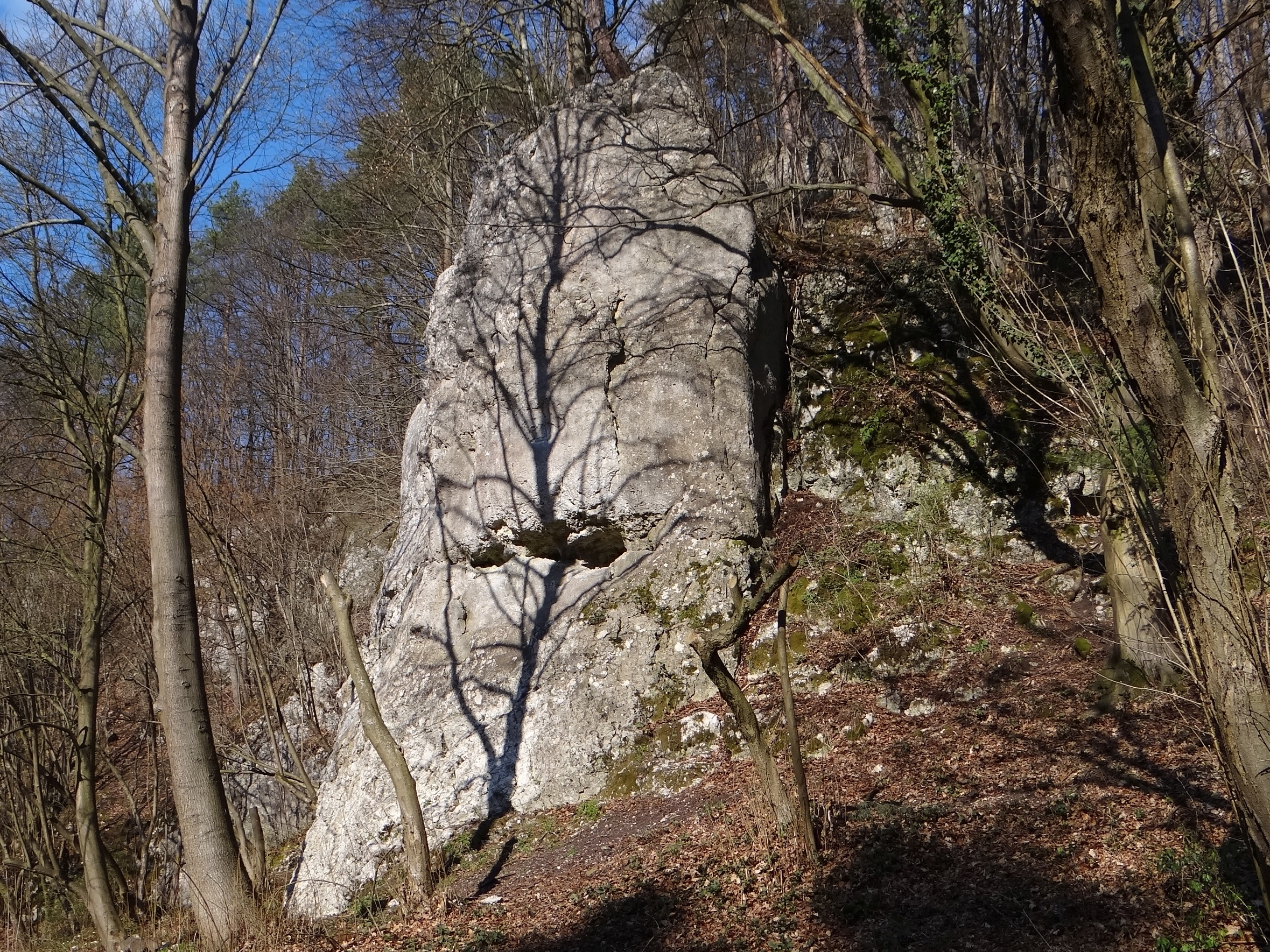

## Drogi wspinaczkowe
1. Łapką po klamkach III, 3r + st, 12 m
2. Łapanka na Łopiankach V, 3r + st, 12 m
3. KukSaniec VI.1+, 3r + st, 12 m
4. Kwilenie nadaremne VI+, st, 12 m
5. Filarek na Łopiankach V, 3r + st, 12 m